# Affaire Alain Kernoa
 (novembre 2022).
Si vous disposez d'ouvrages ou d'articles de référence ou si vous connaissez des sites web de qualité traitant du thème abordé ici, merci de compléter l'article en donnant les références utiles à sa vérifiabilité et en les liant à la section « Notes et références ».

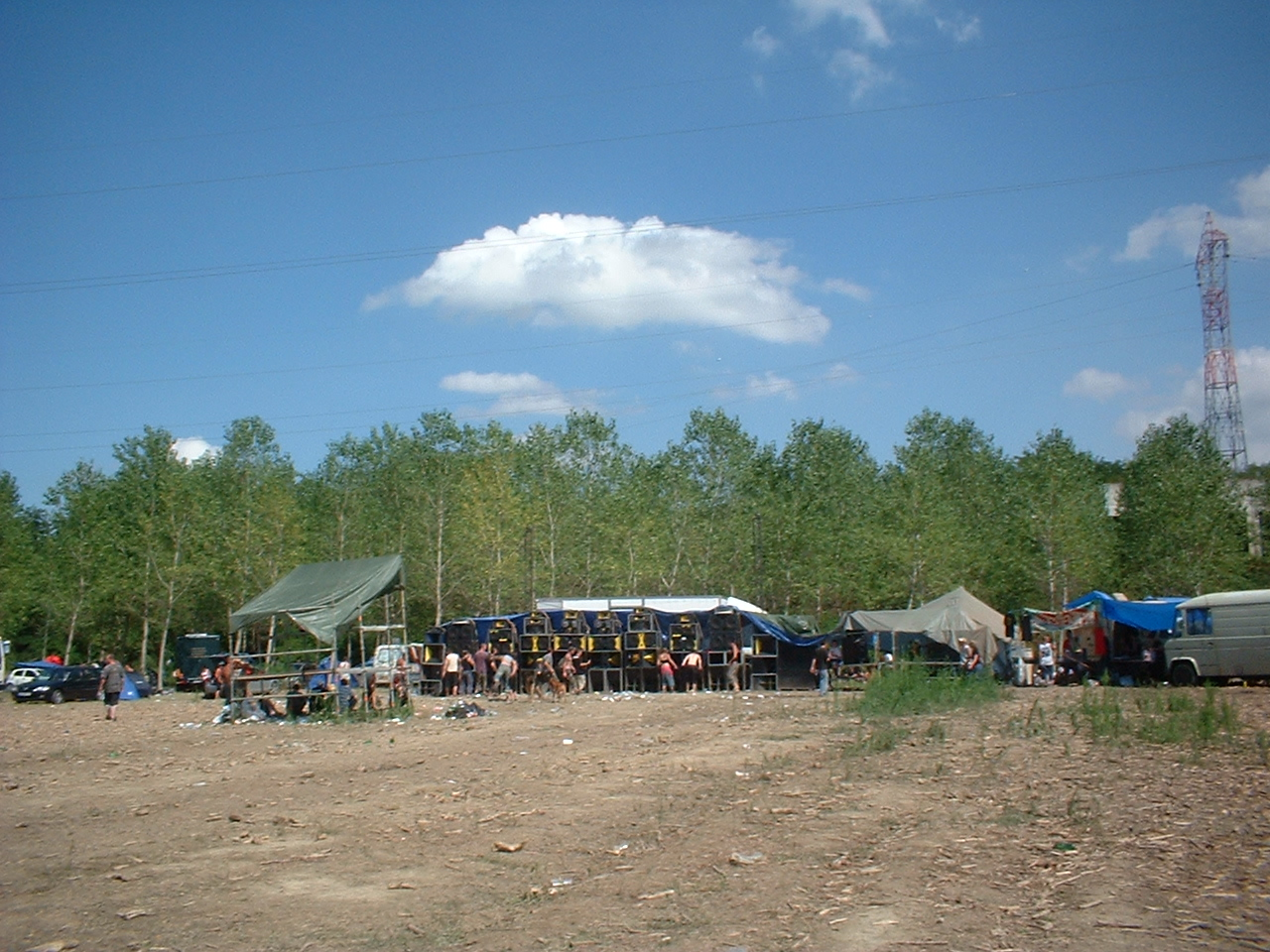
Un Teknival en Italie en 2005.

L’affaire Alain Kernoa qui était appelée affaire Mathilde Croguennec avant que l'auteur de ce crime ne soit condamné, est une affaire criminelle française ayant eu lieu dans le cadre du festival de musique électronique et de musique techno, le Teknival de Carnoët baptisé Tek' Noz 2005, qui se déroule du 24 au 27 juin 2005.
Lors de cette rave party internationale autorisée par les pouvoirs publics en France, Mathilde Croguennec, une jeune fille de 18 ans, est retrouvée morte, violée et assassinée, sur le site du festival sur les communes de Carnoët et de Plourac'h dans les Côtes d'Armor en Bretagne, où 40 000 festivaliers se retrouvaient dans une zone champêtre et forestière de 60 hectares réquisitionnée pour cette occasion. Un millier de gendarmes sont dépêchés sur place pour assurer la sécurité des personnes et des biens. Un suspect apparaît aux côtés de la jeune femme sur une photographie prise par son petit ami. Néanmoins, en dépit des moyens déployés, il n'est pas identifié et quitte le Teknival. De nombreuses auditions et tests ADN sont réalisés par les gendarmes les semaines suivantes, sans résultats.  
En mai 2006, le suspect est identifié comme étant Alain Kernoa, né le 19 octobre 1981, par une de ses connaissances qui voit sa photographie dans un commissariat de Rennes. Arrêté un an après les faits, le 22 juin 2006, Kernoa est jugé aux assises en 2008 puis en appel en 2010, il est condamné à 30 ans de réclusion criminelle.

## Protagonistes
Mathilde Croguennec, née le 8 avril 1987 à Lannion, domiciliée à Langoat (dans les Côtes d'Armor), son petit ami Adrien, ses deux cousines Marie-Aude Provost, Sophie Provost et trois autres amis, se rendent au Tek'Noz le samedi 25 juin 2005 à Carnoët. Le petit groupe quitte Perros-Guirec en début d'après-midi pour rejoindre le festival qui se déroule à 60 km plus au sud dans l'intérieur des terres. 
Pendant toute la journée du samedi 25 juin, le groupe se retrouve par intermittence à un point de ralliement, matérialisé par un ballon gonflable en forme de smiley. Le samedi soir, Mathilde Croguennec laisse un message à ses parents disant que « le Teknival est super ». Elle dit également à ses parents qu'« elle est complètement à l'ouest mais que la fête est cool »[réf. nécessaire]. Le dimanche matin vers 8 h 30, Adrien et Mathilde se mettent à l'écart du groupe pour aller se reposer. À 11 h du matin, Adrien quitte le Teknival seul muni des effets de Mathilde Croguennec et rentre en auto-stop à Perros-Guirrec. À ce moment-là, Mathilde Croguennec a disparu depuis plusieurs heures.

## Découverte de la victime

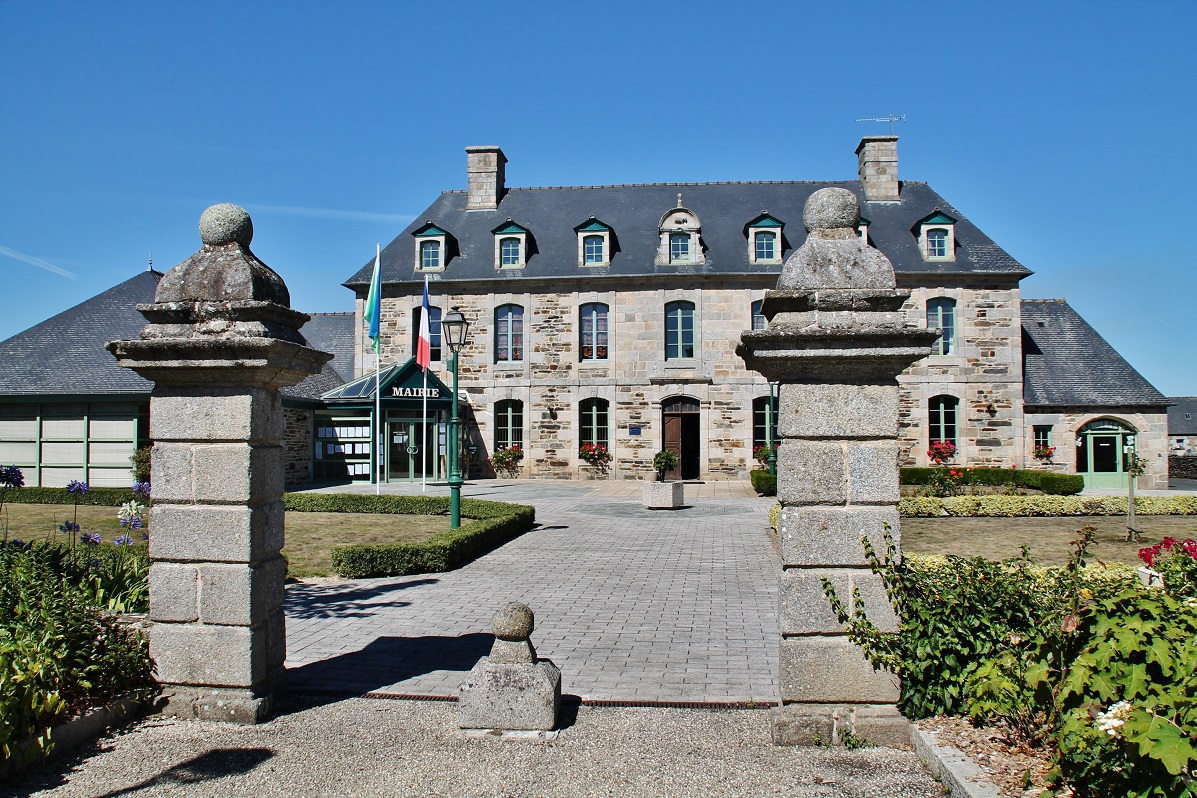
Commune de Langoat.

Le dimanche 26 juin 2005 en fin de matinée, deux teufeuses découvrent à 150 mètres des installations musicales dans une sapinière le corps sans vie de Mathilde Croguennec, Elle a été poignardée à plusieurs reprises sur la partie supérieure du corps,. 

### Découverte du corps et des premiers indices
Le dimanche 26 juin 2005 à 10 h 30, Aurélie Stellini et Laurianne Lhyuleri, deux copines, cherchent un coin discret pour les commodités. À 150 mètres des installations sonores, elles traversent un champ puis vont jusqu'à la forêt. Soudain, elles repèrent des pieds nus boueux sur le sol puis le corps d'une femme ensanglantée à moitié nue. Elles préviennent immédiatement les gendarmes. L'agression semble avoir été extrêmement violente. La trachée de la jeune femme a été sectionnée. Son pantalon et ses sous-vêtements ont été retirés. Portant encore un tee-shirt au niveau du torse, son abdomen est meurtri par 28 coups de couteaux. Sur ces 28 impacts, 18 sont pénétrants (dont 15 mortels dira le médecin-légiste, qui qualifie le meurtre de carnage). Le positionnement ouvert de la jambe droite laisse penser que le mobile de l'agression est de nature sexuelle. Les gendarmes découvrent à proximité de la victime une clé de voiture et un porte-clefs en forme de poisson, à l'exclusion de papiers d'identité ou de téléphone portable manquants. Un préservatif ensanglanté et un couteau sans marque portant tous les deux un ADN masculin sont retrouvés sur la scène de crime.

### Identité de la victime
Il est 11 h 00 le dimanche 26 juin 2005 lorsque Sophie et Marie Aude Provost, les cousines de Mathilde Croguennec, s'inquiètent de l'absence de cette dernière. Elles décident d'alerter les gendarmes, qui leur demandent de la décrire : jeune femme de 18 ans, brune, longiligne. La description des éléments en sa possession (une clé de voiture et un téléphone portable) faite aux gendarmes font dire à ces derniers que la victime est identifiée. La clé de voiture retrouvée va permettre d'authentifier la jeune femme. En effet, les gendarmes parviennent à ouvrir la voiture de Mathilde avec cette clé, le doute n'est donc plus permis. Le maire de Langoat, accompagné de deux gendarmes, se rend au domicile de la mère, Marie-Jeanne Bolloré et du beau-père, Patrick Bolloré pour les informer du destin tragique de Mathilde Croguennec, le lundi 27 juin 2005 à deux heures du matin. Deux autres gendarmes se rendent à Perros-Guirrec pour informer le père de Mathilde Croguennec, Thierry Croguennec, du meurtre de sa fille. Thierry Croguennec décède le 21 janvier 2006 d'une crise cardiaque, quelques mois avant l'interpellation d'Alain Kernoa le 22 juin 2006.

## Enquête
À partir de 11 h le dimanche 26 juin 2005, les gendarmes commencent à inspecter l'ensemble de la zone du Teknival. La rumeur du meurtre d'une jeune femme assassinée pendant la rave-party se répand tout le long de l'après-midi et incite plusieurs teufeurs à quitter le site.

### Autopsie du corps de la victime

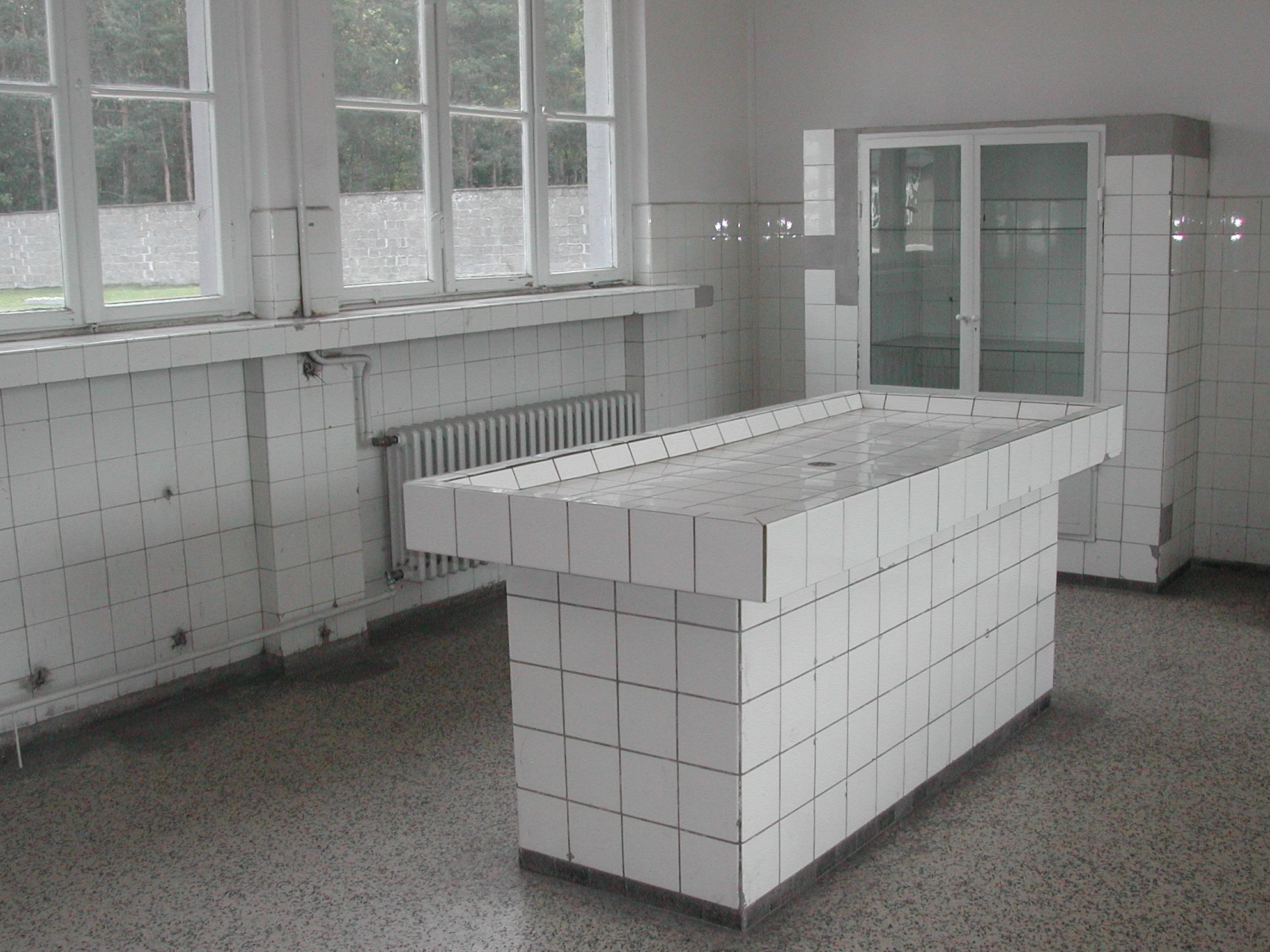
Salle d'autopsie.

Le médecin légiste révèle[Quand ?] que Mathilde Croguennec a reçu 28 coups de couteaux dont 15 mortels. Elle a consommé de l'alcool (0,85 gramme par litre de sang) et des produits stupéfiants en petites quantités : cannabis, ecstasy, amphétamines et cocaïne. Autant de substances qui seront de nature à la rendre moins vigilante mais pas au point de suivre un inconnu, diront les experts[réf. nécessaire]. 

### Cellule ad hoc pour l'enquête
Le millier de gendarmes qui était stationné aux abords du Tek'Noz et à l'intérieur du site procèdent toute la journée du dimanche et du lundi à 23 424 contrôles d'identité. Quatre hélicoptères sont déployés sur site pour sécuriser les entrées et les sorties des festivaliers.
Les gendarmes doivent analyser 485 000 communications passées par les 43 000 teufeurs présents sur le site et trier 100 tonnes de déchets, à l'affût du moindre indice qui pourrait les conduire sur la piste du tueur.
La Cellule Homicide 22 est créée et regroupe douze gendarmes de la Section de Recherches de Rennes, qui travaillent pendant onze mois pour tenter de retrouver la personne qui a assassiné Mathilde Croguennec. Plus de 20 000 personnes sont contrôlées et plusieurs hélicoptères appelés en renfort pour photographier le site du Teknival. Tous les scellés (un couteau sans marque retrouvé au pied d'un sapin, un emballage de préservatif taché de sang situé à cinq mètres des jambes de la victime, le tee-shirt noir que portait la victime lors de l'agression, le blue-jean et le string noir retrouvés en boule à côté du corps) sont envoyés à l'Institut Génétique Nantes Atlantique, l'IGNA.

### Premier suspects
Les gendarmes procèdent aux premières auditions afin de comparer l'ADN présent sur le couteau sans marque et celui des personnes soumises aux interrogatoires. Sur les 23 424 contrôles d'identité, une liste de personnes possédant un passé judiciaire est établie par les gendarmes et le juge d'instruction chargé de l'enquête, Pierre Mesnard. Ainsi, les gendarmes croisent les données issues des relevés de télécommunications, des contrôles d'identité effectués juste après le meurtre et des témoignages de personnes présentes sur le Teknival. Les personnes déjà condamnées pour violences, trafic de stupéfiants et outrage aux mœurs sont identifiées en priorité.
Plusieurs suspects sont auditionnés par la gendarmerie.

#### Le petit ami amnésique
Le lundi 27 juin 2005 à 11 h 00, le petit ami de Mathidle Croguennec, Adrien, est convoqué à la gendarmerie de Saint-Brieuc, accompagné de ses parents. Placé en garde à vue, sa mémoire lui fait défaut de telle sorte qu'il semble dans l'incapacité de retracer la chronologie des faits. Un prélèvement de son ADN est effectué. 

#### Un héroïnomane
De nationalité polonaise, un homme couvert de sang a été surpris à travers champs par des festivaliers. Surpris en flagrant délit par les gendarmes, il explique qu'il était en train de se faire une injection d'héroïne. Apercevant les gendarmes, il a retiré précipitamment la seringue. Son sang s'est alors répandu sur ses vêtements. Un prélèvement d'ADN le disculpe[réf. nécessaire]. 

#### Un violeur
Un jeune homme est interrogé par les gendarmes qui retrouvent sur lui un string. Ce dernier a agressé plusieurs filles dans la nuit du samedi au dimanche. Il avoue avoir commis un viol, et ce fait sera confirmé par deux témoins. Par contre, aucune plaignante ne se manifeste. Son prélèvement ADN est également négatif[réf. nécessaire].

### Suite de l'enquête

#### Téléphone portable de la victime
Les gendarmes sont toujours à la recherche du téléphone mobile de Mathilde Croguennec. Le téléphone finit par borner à Châteauneuf-d'Ille-et-Vilaine. Les gendarmes utilisent un détecteur de métaux pour tenter de retrouver le téléphone.

#### Couteau
Soizic Le Guiner-Lebeau, directrice générale de l'Institut Génétique Nantes Atlantique, met en lumière avec ses équipes le fait que la monture ajourée du couteau du tueur a probablement laissé entrer des cellules épithéliales à l'intérieur du manche de l'arme. Le démontage du manche du couteau permet ainsi d'identifier un ADN masculin déjà caractérisé : celui présent sur l'étui du préservatif. La comparaison des ADN des personnes interrogées avec celui caractérisé met les suspects définitivement hors de cause. Les recherches des gendarmes permettent de préciser que ce modèle de couteau, dit « Ranger Knife », a été vendu à 221 exemplaires en France, dont un vendu au sein du Grand Bazar, un commerce situé au Mont-Saint-Michel. Les recherches des gendarmes demeurent vaines.   

#### Photographies
Adrien, le petit ami de Mathilde Croguennec, a pris une quarantaine de photographies pendant le Teknival, dont deux où Mathilde apparaît avec des garçons inconnus. Sur l'une d'entre elles, Mathilde s'affiche avec deux garçons que ni Adrien, ni ses cousines, ni ses trois amis ne connaissent. Un individu cracheur de feu avec sur le torse l'inscription « Georgette Forever » est interrogé par les gendarmes mais l'analyse de son ADN le disculpe. Le deuxième inconnu, au pull rouge, est photographié aux côtés de Mathilde. La photographie a été prise à 23 h 45 le samedi 25 juin 2005. À 6 h 23 du matin le dimanche 26 juin 2005, Adrien photographie le même individu en compagnie d'une amie de Mathilde. Une circulaire est alors diffusée auprès de tous les commissariats et les gendarmeries de France avec le portrait de l'inconnu. Adrien explique aux gendarmes qu'il s'est endormi avec Mathilde aux environs de 8 h 30 du matin sur le terrain. Aux alentours de 9 h 30, Mathilde Croguennec s'est réveillée pour soulager une envie pressante. L'agression suivie du meurtre de Mathilde s'est probablement déroulée entre 9 h 30 et 9 h 45 du matin dans un laps de temps qui n'a pas excédé 5 minutes, soit une heure avant la découverte du cadavre par Aurélie et Laurianne.

#### Le téléphone mobile de la victime se rallume
Le 10 septembre 2005, le téléphone de Mathilde borne à nouveau dans la commune de Châteauneuf-d'Ille-et-Vilaine. Un homme est identifié rapidement. Les recherches confirment qu'il était présent au Teknival le 26 juin 2005 avec trois amis, dont l'un attire immédiatement l'attention des gendarmes car il a fait l'objet d'une condamnation pour viol deux mois auparavant. Le 15 novembre 2005, les quatre individus sont interpellés à 6 h 30 du matin. Leur ADN est transmis à l'IGNA. Cette piste est abandonnée car les ADN sont dissemblables. Le juge Pierre Mesnard décide alors d'effectuer des tests et des comparaisons d'ADN des 24 000 personnes présentes au Tek'Noz, depuis celles aux antécédents judiciaires les plus lourds à celles qui auraient commis des délits pour atteinte aux mœurs. Après autorisation, le juge d'instruction prévoit pour cette opération un budget d'un peu moins d'un million d'euros.

### Identification du meurtrier

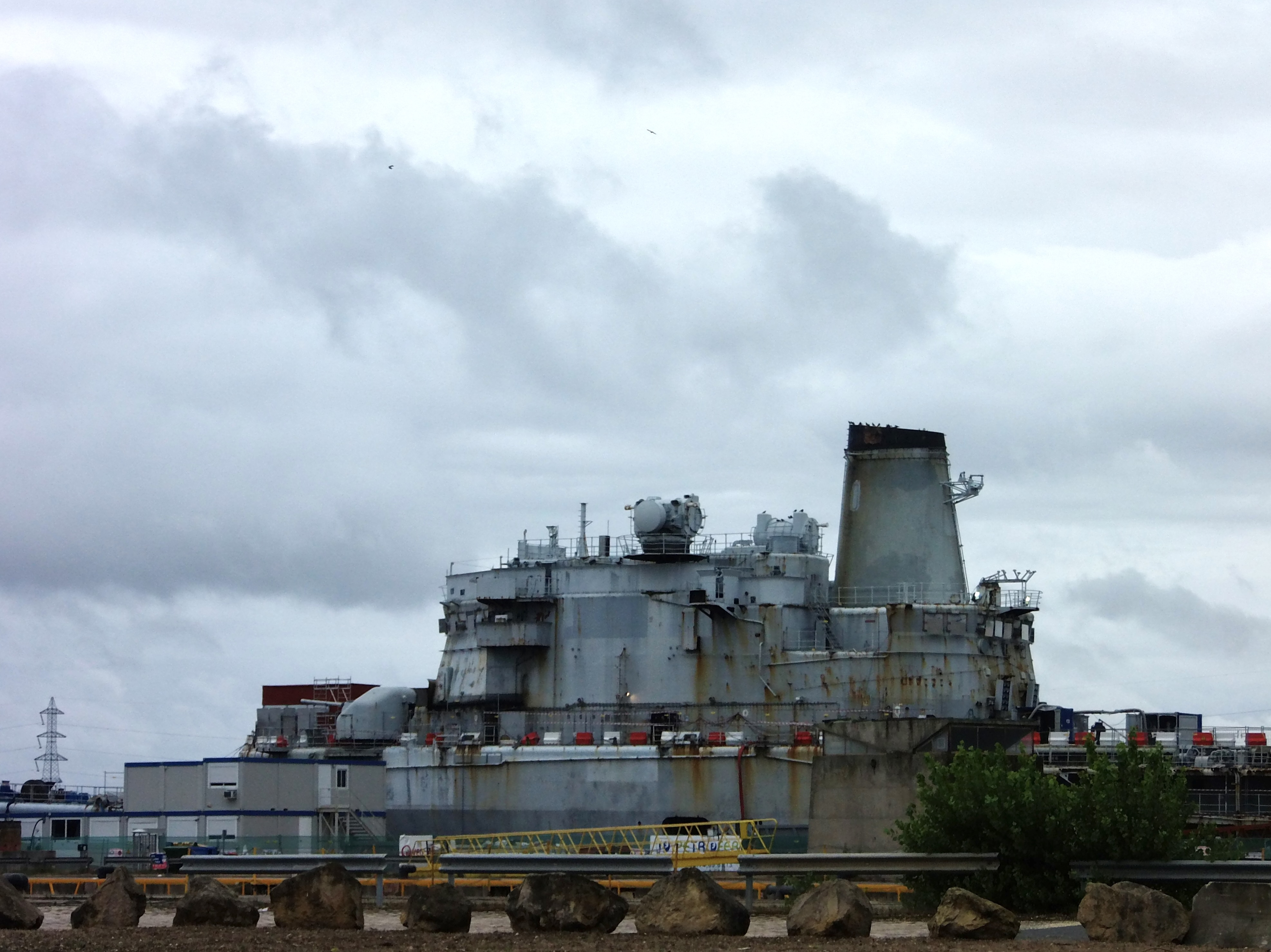
Porte-hélicoptères Jeanne d'Arc.

Le 23 mai 2006, un jeune homme d'une vingtaine d'années est arrêté pour vol et trafic de moyens frauduleux de paiement et emmené à la Sécurité Publique de Rennes pour être interrogé par les policiers. Il reconnaît sur la circulaire apposée sur le mur des locaux du commissariat un marin d'État engagé avec lequel il a effectué son service militaire. Après quelques minutes de réflexion, il identifie Alain Kernoa. Les policiers appellent sans délai la Cellule Homicide 22. Le jeune homme indique aux gendarmes qu'Alain Kernoa et lui se sont connus sur le porte-hélicoptère Jeanne d'Arc à Brest. Le commandement militaire indique aux gendarmes qu'Alain Kernoa a quitté la Marine après deux années de services. Alain Kernoa a également fait l'objet d'une arrestation le 7 février 2006 à Brest pour attentat à la pudeur sur la voie publique.

## Interpellation

### Garde à vue
Après deux semaines d'attente au cours desquelles Alain Kernoa passe des vacances avec sa petite amie en Pologne, l'ancien marin est de retour à Marseille chez sa mère. Le jeudi 22 juin 2006 à 6 h du matin, les gendarmes lui notifient sa garde à vue pour meurtre. Un prélèvement ADN est effectué sur le suspect, qui est confondu quelques heures plus tard par le résultat des expertises de l'IGNA. Son appartement est perquisitionné. Les gendarmes y trouvent une documentation composée de 33 feuillets sur le GHB, appelé aussi la drogue du violeur. Lors de son interrogatoire au commissariat d'Aubagne, Alain Kernoa est préoccupé par des futilités : son absence probable au mariage de sa sœur le samedi 24 juin 2006, la panne de sa voiture et les démarches administratives nécessaires pour l'installation en France de sa petite amie polonaise[réf. nécessaire]. 

### Récit du suspect

#### Premières déclarations
Alain Kernoa confirme aux gendarmes qu'il a acheté un couteau de modèle Ranger Knife Bleu le 21 juin 2005 à la boutique Le Grand Bazar au Mont-Saint-Michel. Son attitude de non-implication conduit les enquêteurs à deux hypothèses : soit il n'est pas le criminel, soit son cerveau a effacé momentanément les actes qu'on lui reproche. De fait, il explique qu'il est allé au Teknival par hasard avec des amis rencontrés sur une plage de Brest. Il déclare qu'il a bu beaucoup d'alcool pendant la nuit du samedi 25 au dimanche 26 juin et qu'il a passé son temps à flirter. Il a eu des relations sexuelles avec quatre ou cinq filles, tantôt dans une sapinière tantôt dans une fourgonnette.    
En fin de journée, Alain Kernoa concède qu'il s'agit bien de lui sur les photographies que lui montrent les gendarmes, sur lesquelles il est en compagnie de Mathilde et d'un ami. À la fin de la troisième audition, les gendarmes lui accordent quelques heures de sommeil. Il est 4 heures du matin le 23 juin 2006. Au début de la quatrième audition, Alain Kernoa décrit un cauchemar où il aperçoit une femme blanche avec de nombreuses impacts rouges. La mémoire lui revient. À 12 h 30, il fait des aveux en règle dans lesquels il relate méthodiquement le déroulement du meurtre[réf. nécessaire]. 

#### Un meurtre doublé d'un viol
Il confirme que Mathilde est venue de son plein gré en direction de la sapinière. Selon lui, elle souhaite avoir une relation sexuelle avec lui. Selon ses dires, ils se caressent mais pour une raison qu'il ne s'explique pas, il se met à frapper la jeune femme. Il ressent une boule au ventre. Mathilde et lui sont accolés l'un et l'autre. Il administre un premier coup de couteau à la jeune femme puis un second coup de couteau sur un temps rapproché. Mathilde reste figée et s'écrie : « arrête ! arrête ! ». Elle le gifle et s'enfuit en direction du chemin. Kernoa la rattrape par le bras et lui tranche la gorge. Mathilde s'effondre. Kernoa décrit la plaie : « elle était très profonde comme mon doigt. J'ai vu comme du plastique ». Alain Kernoa se coupe le petit doigt. De crainte d'être surpris par les teufeurs, il traîne Mathilde de l'autre côté du ruisseau derrière les roseaux. Puis il la transporte sous les sapins en la mettant sur le dos. Il lui assène une multitude de coups de couteaux. Il décide de la dévêtir et lui retire ses vêtements : le pantalon, le string, le tee-shirt, son soutien-gorge. Kernoa viole Mathilde avec sa main. Le temps du meurtre s'étale sur 5 minutes. Il s'enfuit et jette le couteau au pied d'un sapin. Il rejoint ses amis. Il est contrôlé par les gendarmes en fin de journée. Il regagne Brest ensuite. Le lundi 27 juin 2005 à Brest, il rencontre une étudiante polonaise, Katarzyna, comme si de rien n'était. 

## Procès
Béatrice Dupuy, l'avocate marseillaise d'Alain Kernoa décrit le décalage entre la personnalité d'Alain Kernoa et les faits qui lui sont reprochés. En effet, immédiatement après les aveux, le tueur dit à son avocate qu'il ne se souvient plus de rien. Selon elle, cette attitude atteste d'une fragilité psychologique chez l'ancien marin.

### Biographie du suspect
Alain Kernoa est né à Marseille dans une famille unie composée de trois frères et sœurs. Sa mère est cadre à La Poste tandis que son père, un ancien marin, est devenu moniteur d'auto-école. Il obtient un baccalauréat professionnel Maintenance audiovisuelle électronique le 9 juillet 2002. En 2004, il sort deuxième de sa promotion au lycée d'instruction navale de Saint-Mandrier-sur-Mer. Pendant son enfance, il suit un traitement à base d'hormones de croissance en raison de sa petite taille. Complexé, il s'isole. Dans le cadre de l'opération de sauvetage Beryx des victimes du tsunami en Indonésie en septembre 2004, il se vante d'avoir déblayé des cadavres. Il prétend faire partie de la mafia. Il se targue auprès de son ami, Pierre-Maxime Lacroix, de participer à des tournantes dans des hangars à Marseille. Il développe une vision dégradante des femmes comme étant des « morceaux de viande et des salopes ». Ses camarades le taxent du quolibet de pédophile, tandis qu'Alain Kernoa affiche son goût pour les prostituées mineures lors des escales du porte-hélicoptères Jeanne d’Arc[réf. nécessaire].

### Profil psychologique du suspect
Les psychiatres décrivent Alain Kernoa comme affichant une personnalité « complexe, protéiforme et perverse », notamment dans sa façon de percevoir la femme, comme étant une chose lui permettant d'accéder à la jouissance sexuelle. Dominique Rizet, journaliste Police Justice au Figaro et sur BFMTV, cite le témoignage de l'accusé qui se décrit en suspension, en position méta : « Je me sentais en position d'observateur vis-à-vis de la scène, comme dans un jeu vidéo ». Au sujet de la dangerosité d'Alain Kernoa, les experts considèrent que le risque de récidive ne doit pas être négligé car Alain Kernoa est décrit comme étant un manipulateur développant une pseudo-amnésie quand les circonstances l'imposent[réf. nécessaire] .

### Reconstitution de l'assassinat
Le 6 octobre 2006, le juge d'instruction organise une reconstitution à Carnoët sur les lieux du crime. Au moment de mimer les coups qu'il a portés à Mathilde, Alain Kernoa vit un moment de trouble et de confusion. Il explique qu'il se voit dans un jeu vidéo en train de la poursuivre et de la frapper. Il parle de vision en trois dimensions, de caméra qu'il peut orienter comme il le souhaite[réf. nécessaire].

### Jugement

#### La Cour d'assises de Saint Brieuc

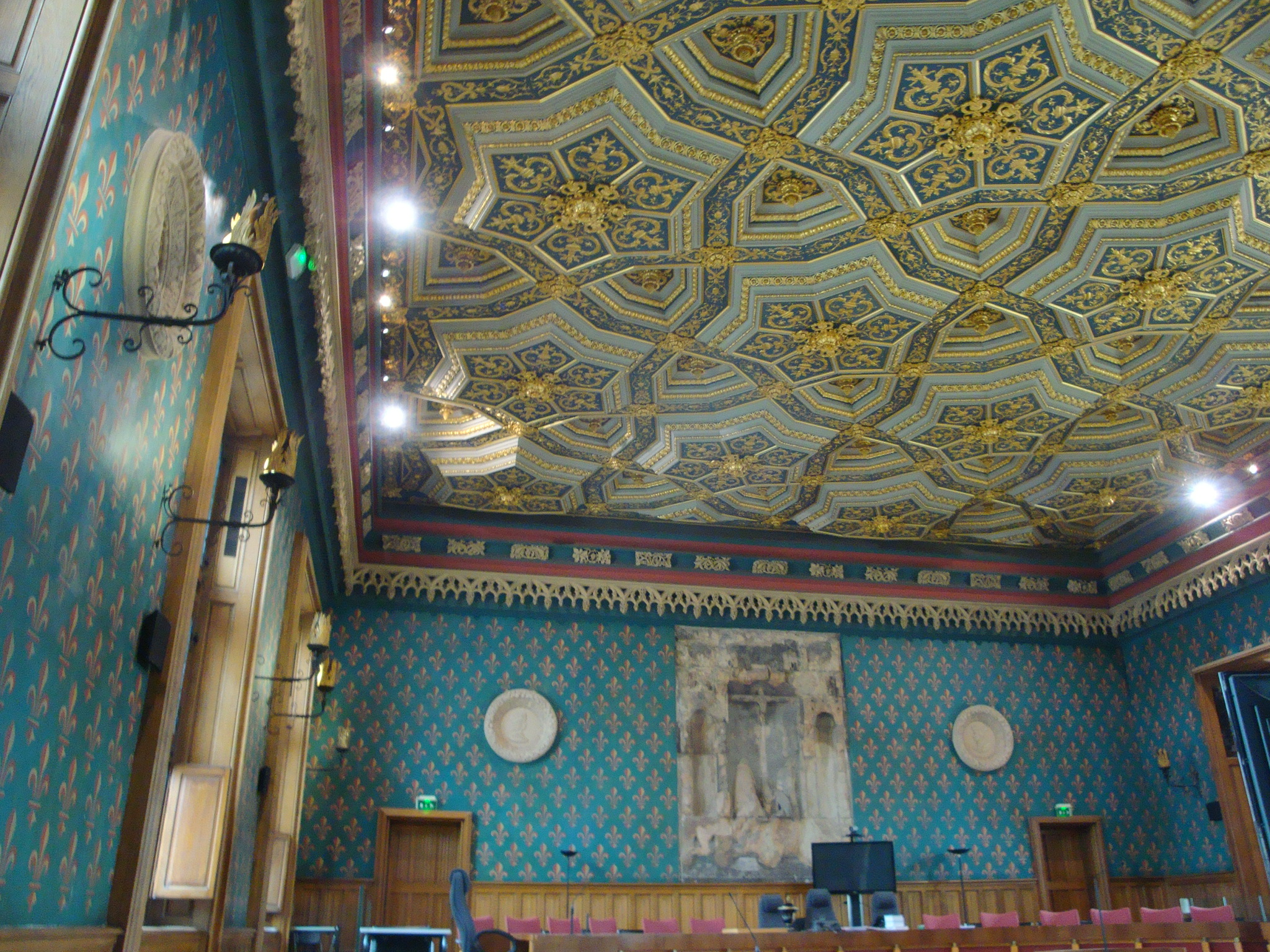
Cour d'assises de Rouen.

Le 22 septembre 2008 s'ouvre le procès d'Alain Kernoa devant la Cour d'assises de Saint Brieuc. Alain Kernoa affiche une attitude de repli et une incapacité à apprécier la gravité des faits qui lui sont opposés selon l'avocate de la famille Croguennec, Maître Fanny Colin. Il rejette sa responsabilité sur son addiction aux jeux vidéo. Pour l'avocate d'Alain Kernoa, c'est la conjonction de l'alcool, de la foule, du bruit et de son addiction aux jeux vidéo qui crée les conditions du passage à l'acte. Face à la cour, Alain Kernoa demeure incapable d'expliquer son geste. Alain Kernoa est condamné à la réclusion criminelle à perpétuité. Il fait appel de la décision du juge d'instruction.

#### La Cour d'appel de Rennes
En février 2010, la Cour d'Appel de Rennes le condamne à 30 ans de réclusion criminelle, mais retient la dangerosité du criminel en le condamnant à une peine de sûreté de 20 ans. Alain Kernoa purge sa peine au centre de détention de Roanne.

## Autour de l'affaire
L'affaire Mathilde Croguennec fait partie des quelques affaires de meurtre en Bretagne et  Loire Atlantique des années 2000-2010 ayant eu un certain retentissement dans les médias, aux côtés des affaires Clarisse et Erwan, Le Couviour, Tony Meilhon, l'affaire Dupont de Ligonnès ou encore l'affaire Troadec.

### Documentaires télévisés
- « Alain Kernoa, meurtre au Teknival » le 4 décembre 2011 dans Faites entrer l'accusé sur France 2.
- « Nuit d'horreur au teknival » (troisième reportage) dans « ... en Bretagne » le 29 avril 2013 dans Crimes sur NRJ 12.
- « Teknival mortel en Bretagne : l'affaire Mathilde Croguennec » le 3 mai 2018 dans Indices sur Numéro 23.
- « Affaire Mathilde Croguennec, danse macabre » le 18 février 2023 dans Au bout de l'enquête, la fin du crime parfait ? sur France 2.

### Documentaire radiophonique
- « Alain Kernoa, Teknival » le 30 mai 2017 dans Hondelatte raconte sur Europe 1.